# Rien (groupe)
Pour les articles homonymes, voir Rien (homonymie).
Rien est un groupe de rock indépendant français, originaire de Grenoble, en Isère. Formé en 1999, il a la particularité d'avoir programmé sa séparation pour 2014. L'inventivité de leur musique instrumentale attire le respect de la critique sans que le groupe puisse accéder au succès commercial.

## Biographie
Rien est formé le 1er décembre 1999 à Grenoble, en Isère. Le collectif Rien est composé de musiciens jouant sous pseudonyme, les guitaristes Yugo Solo (Etienne Arras,[source insuffisante]) et Dos.3 (Etienne Dos Santos,), le bassiste Goulag (Laurent Buisson) et le batteur {aka} (Olivier Gonsolin,). Francis Fruits (claviers et percussions) rejoint le groupe lors de l'enregistrement du second album. D'autres intervenants collaborent épisodiquement avec les cinq musiciens, comme le chanteur du groupe de Chicago The Eternals, qui interprète le titre B.A.S.I.C sur leur deuxième album.
Le premier album du collectif, Requiem pour les baroqueux, est publié en 2003. Il attire l'attention de nombreux webzines francophones et du magazine Les Inrockuptibles, qui chronique le disque favorablement. Pop News le considère « varié et inventif » malgré quelques longueurs, pour le webzine Liability les éléments hétéroclites employés par les musiciens apportent « une force de suggestion et une originalité qui inspirent le respect ».
Leur deuxième album auto-produit Il ne peut y avoir de prédiction sans avenir, est vendu par correspondance et diffusé gratuitement sur le site label associatif L'Amicale underground. L'accueil critique est une nouvelle fois favorable, le magazine d'actualités culturelles Fluctuat juge leur musique « vive, inventive et brillamment exécutée », le magazine Les Inrockuptibles souligne la virtuosité et l'inventivité des musiciens.
En mai 2010, le groupe est sélectionné dans le cadre du concours CQFD organisé par Les Inrockuptibles. Ils gagnent la « battle » de la semaine 21 et apparaîtront sur la playlist de printemps 2010,. Leur derniers albums forment une trilogie, s’égrenant de 2010 à 2014, année de la fin programmée du groupe. 3, sorti le 10 avril 2010, enregistré par Fred « Brain » Monestier à la Bobine en février 2010, et disponible depuis cette date en libre téléchargement sur le site de leur label L'Amicale Underground 2, sorti le 21 octobre 2013. 1, ultime opus sorti le 1er décembre 2014, et accompagné d'une série de concerts d'adieux à Lille, Paris, Lyon et Grenoble.

## Influences
Leur musique est composée de morceaux instrumentaux complexes pouvant atteindre les dix minutes, et enrichie d'instruments à vent, ainsi que d'extraits sonores tirés d'émissions de radio et de films. Elle est parfois associée au mouvement post-rock en raison de son caractère instrumental, bien que le groupe s'intéresse à des genres variés, de Tortoise à Herman Düne ou encore Nirvana, et rejette cette appellation qu'il trouve réductrice.

## Discographie
- 2003 : Requiem pour les baroqueux (avec la participation de Jull[13]) (Un dimanche/Musicast)
- 2007 : Il ne peut y avoir de prédiction sans avenir (avec la participation de D. Braun, D. Locks, R. Darnden, Appoline et Jull[14]) (L'Amicale underground)
- 2010 : 3 (L'Amicale underground)
- 2013 : 2 (L'Amicale underground)
- 2014 : 1 (L'Amicale underground)